# アゴスティニョ・ネト (サントメ・プリンシペ)
アゴスティニョ・ネト（ポルトガル語: Agostinho Neto）は、サントメ・プリンシペのサントメ島の村。サントメ州ロバタ県に属している。人口は992人（2012年国勢調査）。
島北部の内陸に位置し、グアダルーペから南東に1.5キロメートル、コンデから西に2.5キロメートルの距離にある。
村のプランテーションのロサ・アゴスティニョ・ネト（Roça Agostinho Neto）は、サントメ・プリンシペ最大級となる5,000ヘクタールの敷地面積を誇るカカオ農園である。1865年にロサ・リオ・ド・オウロ（Roça Rio do Ouro）としてDr. Gabriel de Bustamaneによって設立され、1877年からはVale Flor男爵が所有していた。1975年の独立時にアンゴラの初代大統領アゴスティニョ・ネトを記念し、アゴスティニョ・ネトに改称された。独立後は再利用されている一画を除いて放棄されており、併設されていた病院は1993年に移転している。

## スポーツ
- Amador

## 出身人物
- ウィリアン・バルボサ（英語版） - サッカー選手
- オリンダ・ベジャ（英語版） - 詩人、作家